# 72 a. C.
El año 72 a. C. fue un año del calendario romano prejuliano. En el Imperio romano, fue conocido como el año 682 Ab Urbe condita.

## Acontecimientos
- Pompeyo destruyó la ciudad de Clunia.
- Después del asesinato de Sertorio en Osca, Q. Cecilio Metelo Pío vuelve a Roma, donde recibirá un triunfo, mientras Pompeyo sigue "limpiando" Celtiberia de sertorianos.[1]

## Nacimientos
- Vercingétorix - Jefe de la tribu gala de los auvernos.

## Fallecimientos
- Quinto Sertorio es asesinado por sus oficiales en Osca (Huesca)
- Muerte de Crixo- General de Espartaco